# Patient Protection and Affordable Care Act
El Patient Protection and Affordable Care Act (abreviat PPACA; en català seria: Llei de Protecció i Atenció Assequible al Pacient), també anomenada Affordable Care Act (ACA) o Obamacare (Atenció Obama), és una llei federal dels Estats Units sancionada i impulsada pel president Barack Obama el 23 de març del 2010. Juntament amb la Llei de Reconciliació de Salut i Educació, l'Obamacare s'ha transformat en el major projecte de canvi del sistema de salut nord-americà d'ençà els programes Medicare i Medicaid que daten del 1965.

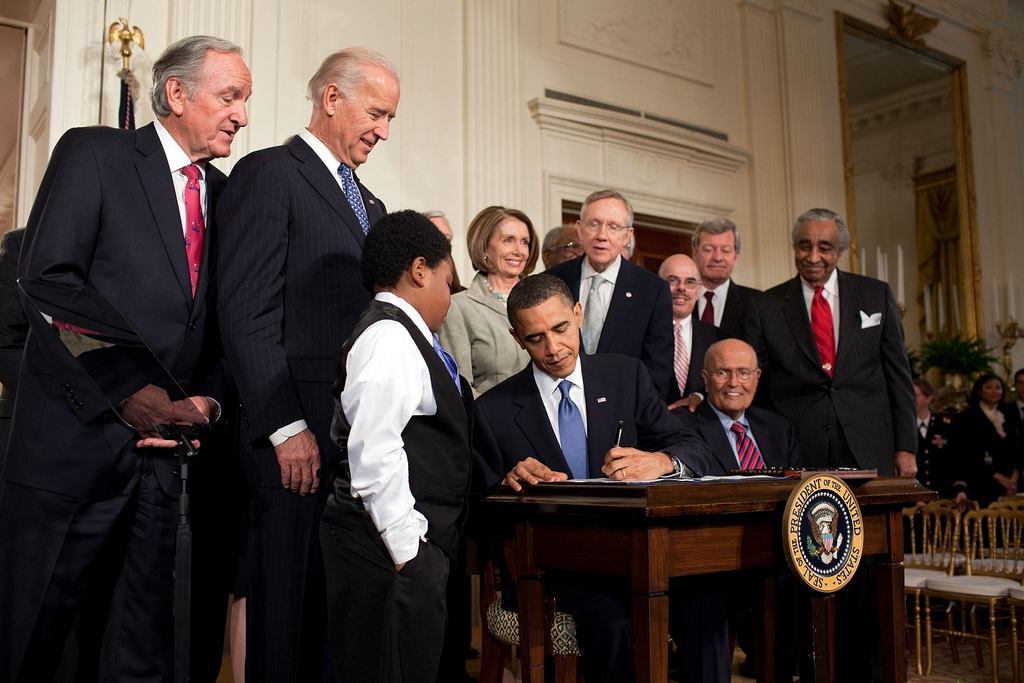
El president Obama sancionant la llei, acompanyat del vicepresident i de membres de l'administració.

L'essència de l'Obamacare és bàsicament una llei reguladora federal que té per objectiu controlar els preus dels plans de salut i també expandir els plans d'assegurança pública i privada a la major part de la població estatunidenca. Segons el govern, la llei hauria de millorar la qualitat del servei i també baixar el cost total de salut (per cada individu estatunidenc), al mateix temps que garantir que més persones tinguin accés a la salut.
La llei obliga l'adquisició d'una assegurança i l'oferiment de serveis bàsics, amb internacions per malalties greus, independentment del sexe o d'altres condicions. En aquest sentit, la reforma de salut d'Obama garanteix una reducció del preu per adquirir l'assegurança, entre altres elements.
Presentada al Congrés dels EUA al mes de setembre del 2009, la llei va ser aprovada al Senat el 24 de desembre del mateix any, amb 60 vots a favor i 39 en contra. El 28 de juny del 2012 la llei rep el vistiplau del Tribunal Suprem dels Estats Units, però afirma, nogensmenys, que cap estat està obligat a practicar l'ACA. I és que de fet, abans de ser aprovada l'ACA va ser fortament criticada i molts intents per desfer-se de dita llei van tenir lloc. Concretament, la legalitat de la llei ha estat contestada per governadors, líders de moviments conservadors i fins i tot sindicats. Es pot evocar, dins d'aquest debat contestatari, el suport que hi va donar l'aleshores president de França, Nicolas Sarkozy, qui va felicitar els Estats Units per haver entrat "a formar part dels Estats que no abandonen la gent malalta". Paraules pronunciades en un discurs emès per al poble estatunidenc en què Sarkozy hi afegí "si voleu que us sigui sincer, vist d'Europa, a vegades, quan mires els debats de la reforma de la sanitat, et costa imaginar-te que és cert […] la idea de pensar que el debat genera aquesta violència, pel fet de voler que els més pobres no es trobin sols al carrer sense cap cèntim davant la malaltia […] perdoneu-nos però, nosaltres ja fa 50 anys que hem resolt el problema".
El 2017, segons una enquesta feta a 1.000 estatunidencs adults, un 31% de les persones creien que el govern de Donald Trump havia acabat amb la llei i un 44% dels votants del Partit Republicà creia que havia acabat en ell. El fet és que no havia acabat amb la llei sinó amb una part clau.